# Rhynchosia mollis
Rhynchosia mollis är en ärtväxtart som beskrevs av Burtt Davy. Rhynchosia mollis ingår i släktet Rhynchosia och familjen ärtväxter. Inga underarter finns listade i Catalogue of Life.